# تولباغية بيضاء
تولباغية بيضاء (الاسم العلمي:Tulbaghia leucantha) هي نوع من النباتات يتبع جنس التولباغية من الفصيلة النرجسية.